# Mohamed Ben Mansour
Mohamed Ben Mansour, né le 19 juillet 1988 à Hammamet, est un footballeur tunisien.
Il évolue au poste de défenseur axial ou latéral (gauche), à l'Espérance sportive de Tunis, au Stade gabésien à l'Union sportive monastirienne puis au FC Nouadhibou.

## Palmarès
- Ligue des champions de la CAF : 2011
- Ligue des champions arabes : 2009
- Coupe nord-africaine des vainqueurs de coupe : 2009
- Championnat de Tunisie : 2009, 2010, 2011, 2012, 2014
- Coupe de Tunisie : 2011
- Championnat de Mauritanie : 2018, 2019